# Julien Taramarcaz

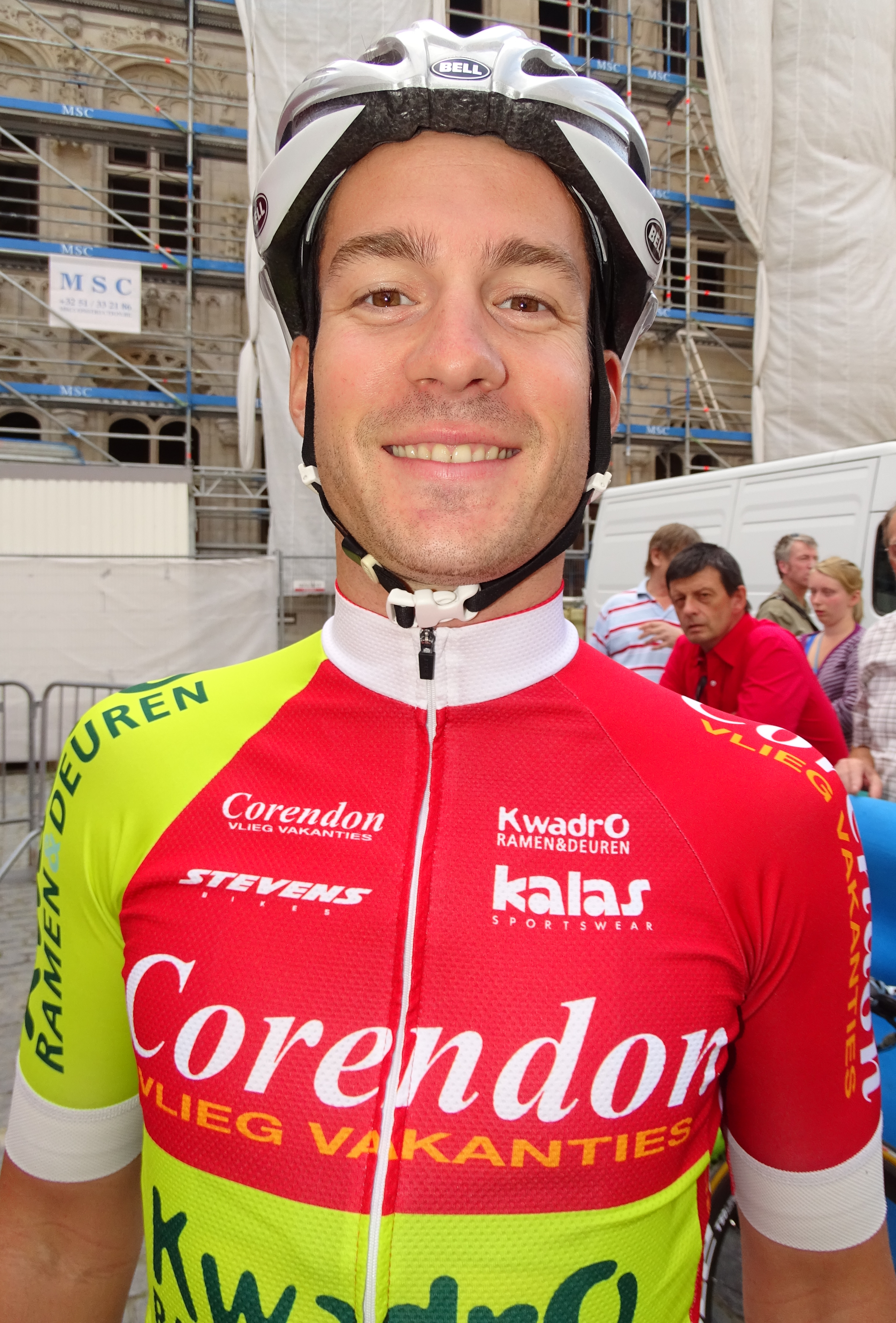
Julien Taramarcaz (2015)

Julien Taramarcaz (* 12. November 1987) ist ein Schweizer Cyclocross- und Strassenradrennfahrer.

## Sportliche Laufbahn
Julien Taramarcaz wurde 2004 in der Juniorenklasse Schweizer Meister und Europameister im Cross. Bei den Cyclocross-Weltmeisterschaften 2005 in Sankt Wendel 2005 gewann er die Silbermedaille. Im Sommer 2005 wurde er nationaler Meister im Strassenrennen der Junioren. Im Jahr 2007 fuhr Taramarcaz im Strassenrennen für das Schweizer Continental Team Atlas Romer’s Hausbäckerei und in seiner Paradedisziplin Cyclocross für GS Selle Italia-Guerciotti. In der Saison 2004/2005 war er beim Weltcup-Rennen in Wetzikon bei den Junioren erfolgreich. Er wurde 2012, 2013, 2015 und 2017 Schweizer Elitemeister im Cyclocross.

## Erfolge – Cross
2004/2005
- Cyclocross-Vizeweltmeister (Junioren)
- Cyclocross-Europameister (Junioren)
- Schweizer Crossmeister (Junioren)
- UCI-Weltcup Wetzikon (Junioren)

2008/2009
- Schweizer Meister (U23)

2011/2012
- Schweizer Meister

2012/2013
- Radcross Illnau, Illnau
- Schweizer Meister

2013/2014
- Cyclocross Sion-Valais, Sitten

2014/2015
- Schweizer Meister

2016/2017
- Cyclocross Sion-Valais, Sitten
- Schweizer Meister

## Erfolge – Strasse
2005
- Schweizer Meister – Strassenrennen (Junioren)

## Teams
- 2007 GS Selle Italia-Guerciotti (Cyclocross) / Atlas-Romer’s Hausbäckerei (Strasse) / VC Mendrisio
- 2008 GS Selle Italia-Guerciotti / VC Mendrisio
- 2012 BMC Mountainbike Racing Team / Montreux-Rennaz Cyclisme
- 2013 BMC Mountainbike Racing Team / Montreux-Rennaz Cyclisme
- 2013 BMC Racing Team (Stagiaire)
- 2014 Corendon-Kwadro